# Raimund II. (Turenne)
Raimund II. (* 1143; † 1190 vor Akkon) war ein Vizegraf von Turenne aus dem Haus Comborn. Er war ein Sohn des Vizegrafen Boson II. und der Eustorgie d’Anduze.
Raimund wurde postum vier Monate nach dem Tod seines Vaters geboren. Im Verbund mit seinem Vetter Adémar V. von Limoges beteiligte er sich an mehreren Revolten gegen Herzog Richard Löwenherz. Er schloss sich dem dritten Kreuzzug an, erreichte im Herbst 1189 als Angehöriger eines Vorauskommandos die Belagerung von Akkon, bei der er 1190 starb.
Raimund war verheiratet mit Helie, einer Tochter des Bernard von Castelnau. Sie wurde später Nonne in der Abtei Obazine. Ihre Kinder waren:
- Raimund III. († 1219), Vizegraf von Turenne;
- Boso;
- Contors, ⚭ Elias von Comborn;
- Marie, ⚭ Vizegraf Ebles V. von Ventadour († um 1236);
- Helie, ⚭ Bernard de Casnac – Das Paar wurde 1214 von Simon de Montfort enteignet.

Seine drei Töchter wurden von dem Trobador Bertran de Born besungen.